# تيفوكرستوس كورفيسيرفيكس
تيفوكرستوس كورفيسيرفيكس (الاسم العلمي: Typhochrestus curvicervix) هو نوع من العناكب رتيلاوات الشكل من فصيلة لينيفيداي.

## مناطق التواجد
هذا النوع متوطن في تونس.

## المنشور الأصلي
- دوني (1964): On a collection of erigonid spiders from North Africa مجلة Proceedings of the Zoological. Society of London، المجلد 142، الصفحات 379-390.

## روابط خارجية
- (بالإنجليزية) مصدر أنيمال ديفرستي ويب: Typhochrestus curvicervix.
- (بالإنجليزية) مصدر دليل الحياة: Typhochrestus curvicervix (Denis, 1964).
- (بالفرنسية) مصدر نظام المعلومات التصنيفية المتكامل: Typhochrestus curvicervix (Denis, 1964).
- (بالإنجليزية) مصدر العالمي المفهرس البيولوجي والمنظم: Typhochrestus curvicervix (Denis, 1964).
- (بالإنجليزية) مصدر دليل العنكوب العالمي: Typhochrestus curvicervix (Denis, 1964) dans la famille Linyphiidae.